# Vliet (Leiden)
De Vliet is een water en straat in het centrum van de Nederlandse stad Leiden en het deel van de historische rivier de Vliet in de provincie Zuid-Holland dat binnen de Leidse singels ligt. De huidige Vliet loopt hier tussen het Rapenburg en de Witte Singel. Het deel van de rivier is hier gekanaliseerd en verstedelijkt en oogt hierdoor als een gewone gracht.
Oorspronkelijk liep de Vliet door tot ze ter hoogte van de Boommarkt in de Oude Rijn uitmondde. Mogelijk had ze een verdedigingsfunctie aan de westrand van de stad, totdat het Rapenburg, toen nog Steenschuur geheten, die functie overnam. Het laatste deel van de Vliet, nu binnen de stadsmuren gelegen, verdween al snel. Het voorlaatste deel werd de Papengracht en het deel tussen Rapenburg en Gravensteen stond bekend als de Donkeregracht. Eind zestiende eeuw was de Donkeregracht vrijwel geheel overkluisd en in 1633 gebeurde dat ook met de Papengracht. In 1956 werd de overkluizing van beide vrijwel geheel afgebroken en werd de waterloop gedempt. Thans rest alleen nog het stuk ten zuiden van het Rapenburg. Aan de overzijde is in de walkant van het Rapenburg de voormalige instroomopening naar de Donkeregracht nog herkenbaar.

## Bruggen
Over de Vliet liggen 3 bruggen: de Vlietbrug, de Molensteegbrug en de Sint Jeroensbrug. Vooral de Vlietbrug is van historisch belang omdat hier op 3 oktober 1574 de watergeuzen Leiden binnen voeren om de stad te ontzetten van de Spanjaarden. Ze deelden vervolgens haring en wittebrood uit aan de hongerige bevolking.

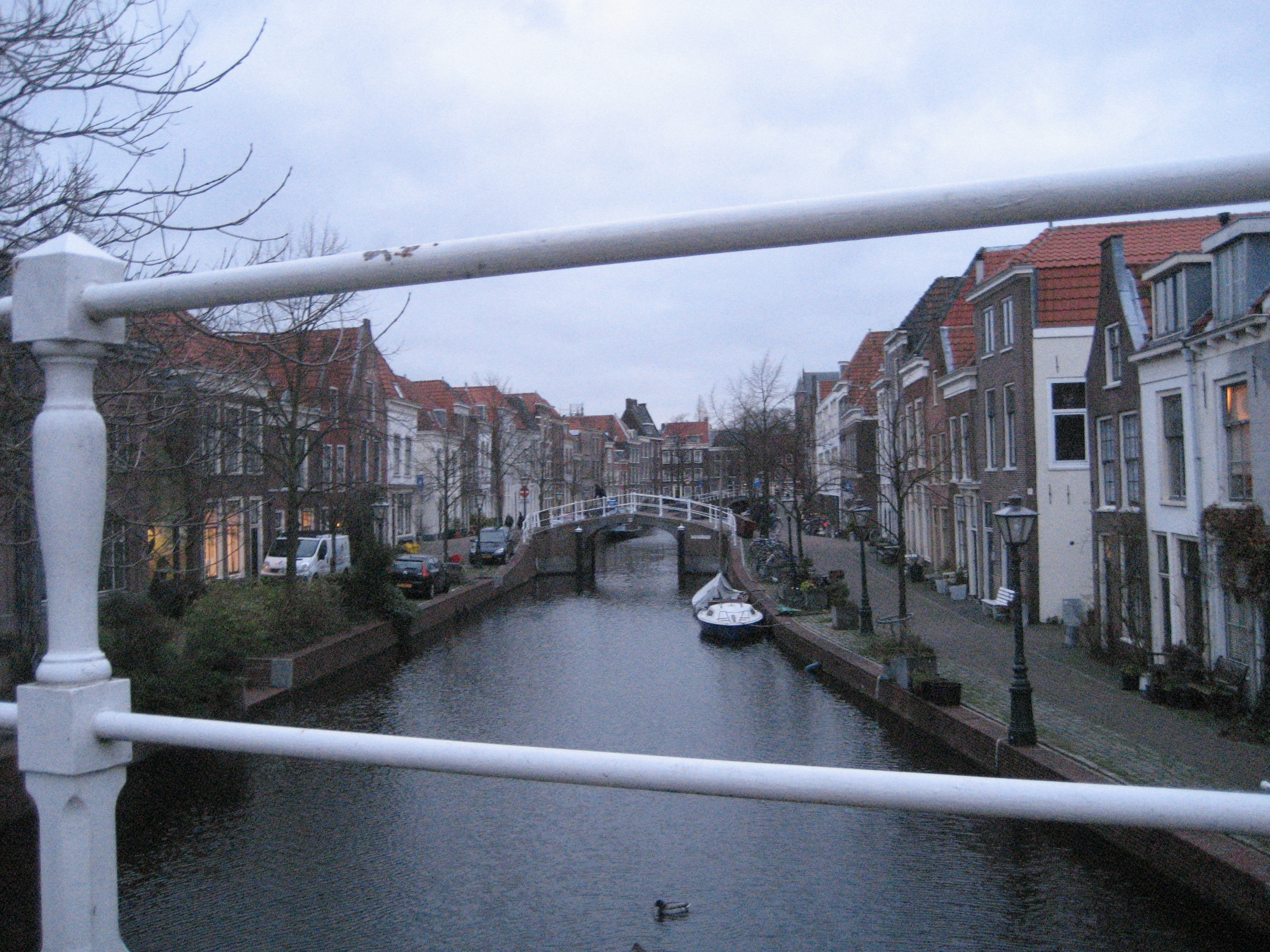
De Vliet vanaf de Boisotkade
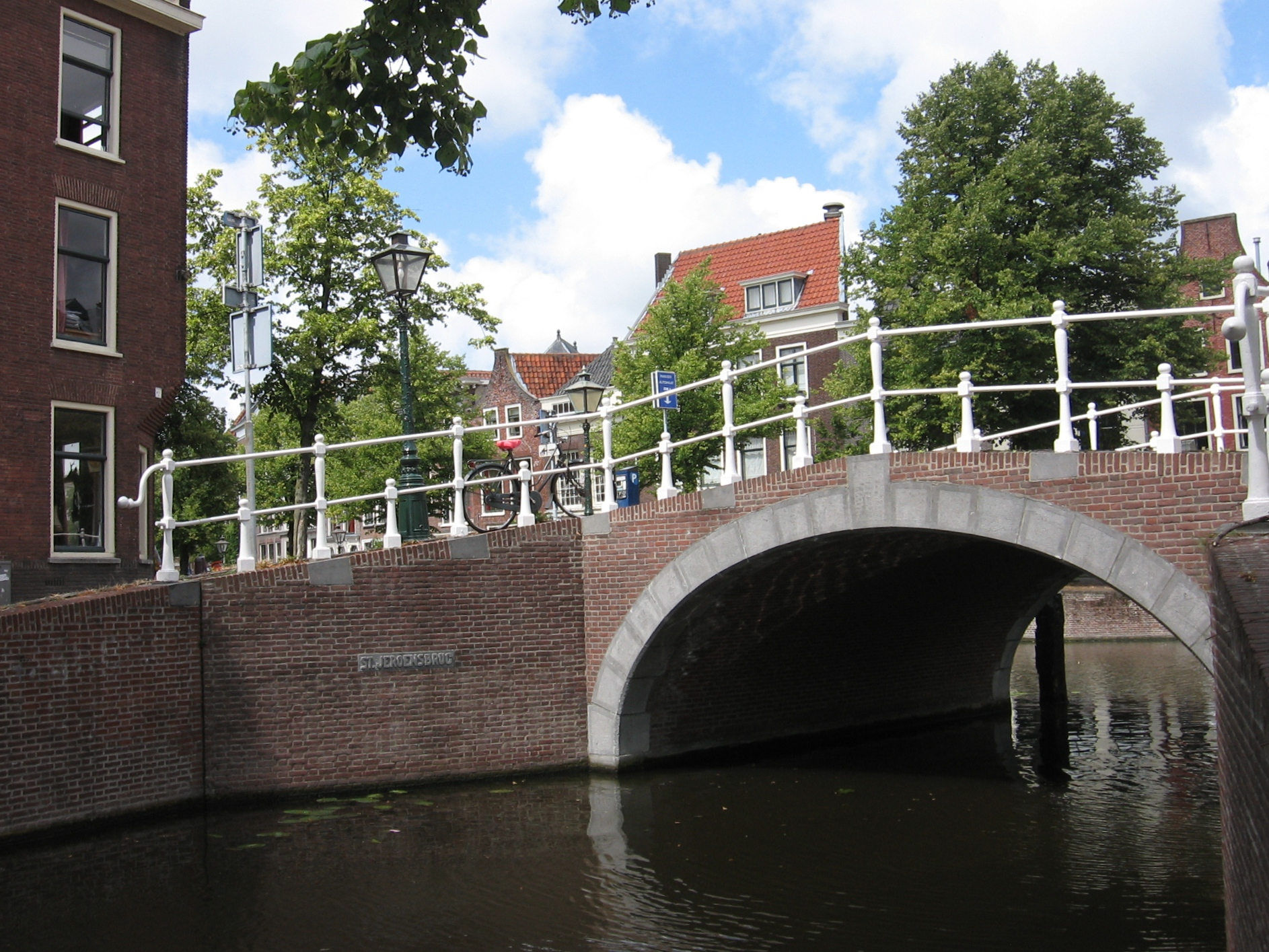
Achter de Sint Jeroensbrug bevindt zich het Rapenburg
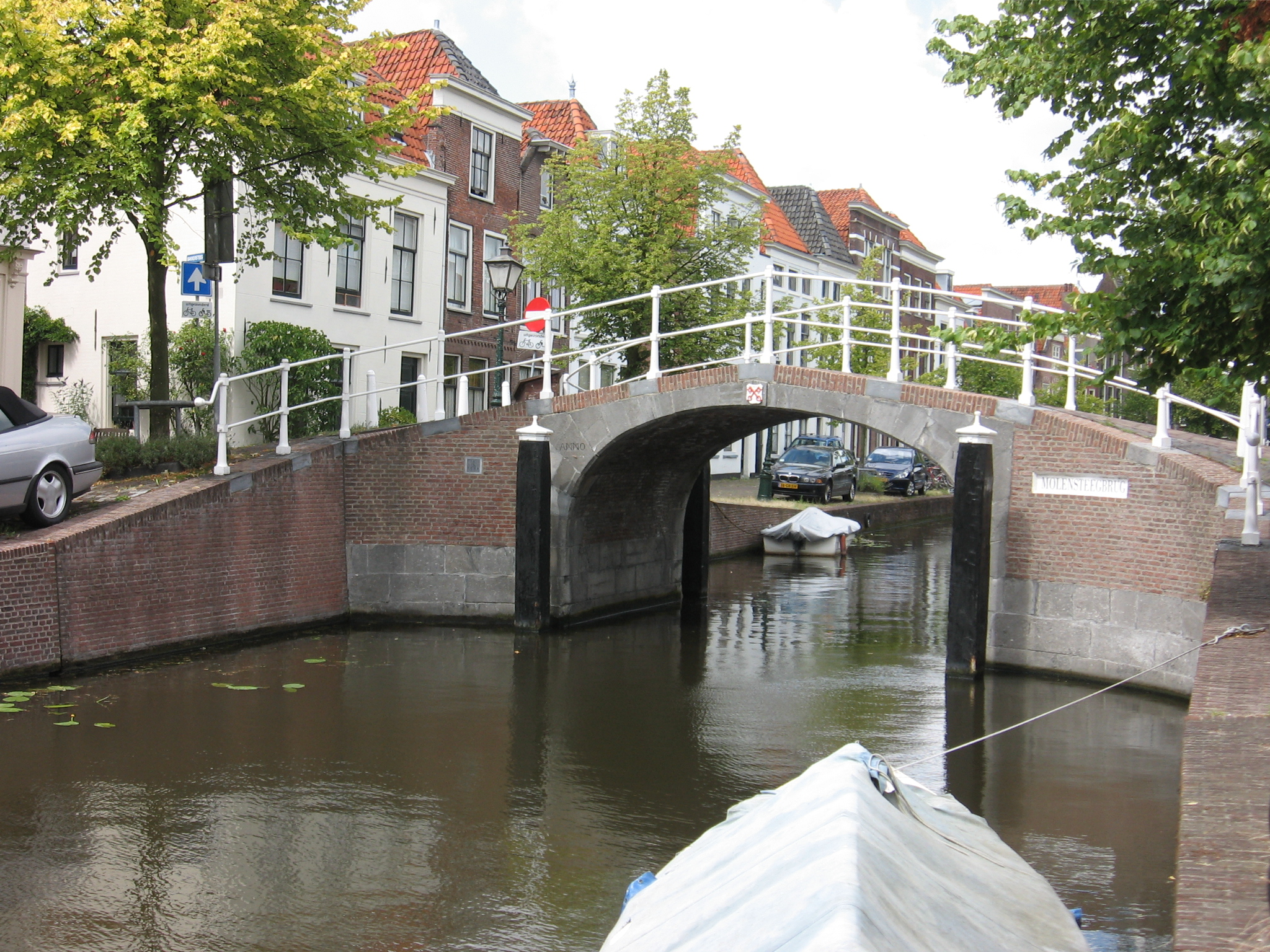
Molensteegbrug in het midden van de Vliet
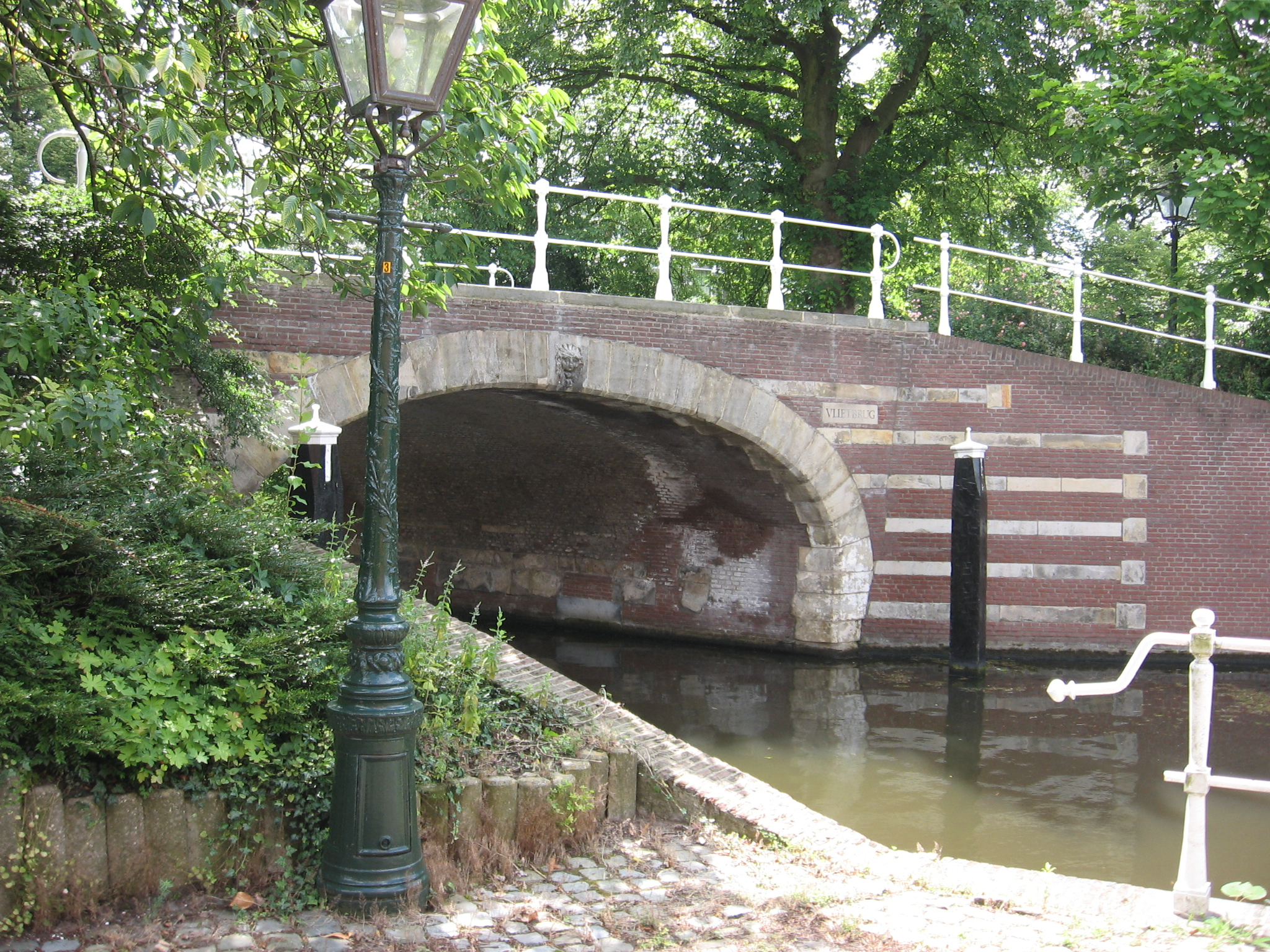
Achter de Vlietbrug bevindt zich de Witte Singel